# Chuối tiêu
Chuối tiêu hay chuối già (danh pháp: Musa × paradisiaca) là một loài chuối cũng như là một giống chuối trồng trọt trong nông nghiệp, có nguồn gốc là kết quả lai ghép giữa chuối rừng (Musa acuminata) và chuối hột (Musa balbisiana), được con người trồng và thuần hóa từ rất sớm. Nhà khoa học Linnaeus ban đầu sử dụng danh pháp M. paradisiaca chỉ dành cho chuối lá hoặc chuối nấu ăn, nhưng cách sử dụng hiện đại bao gồm các giống cây trồng lai được dùng cho cả chuối nấu ăn và tráng miệng. Danh pháp mà Linnaeus đặt cho chuối tráng miệng, Musa sapientum, đã trở thành danh pháp đồng nghĩa của Musa × paradisiaca.

## Mô tả

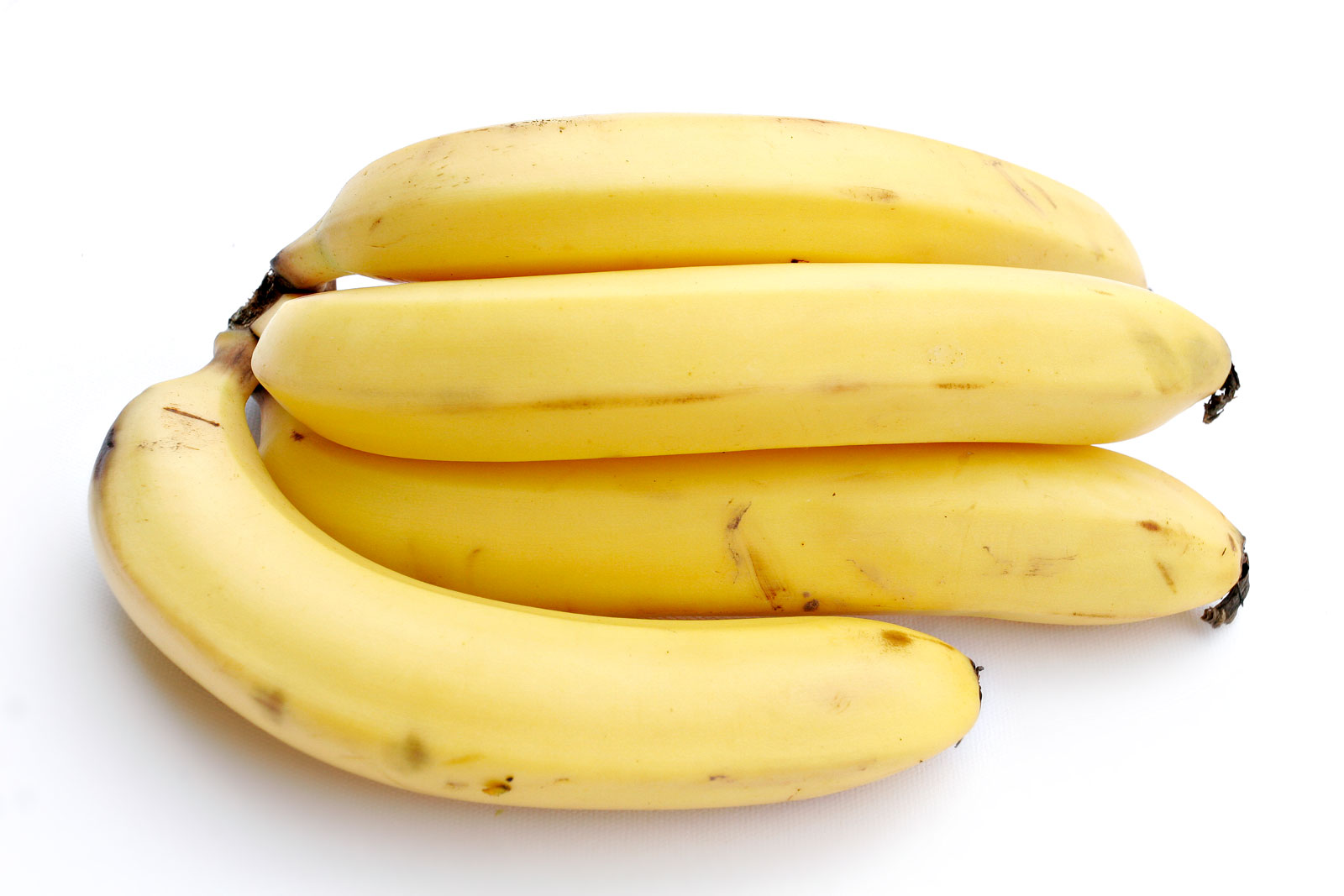
Quả chuối tiêu khi chín vàng